# Walentin Georgijewitsch Smirnitski

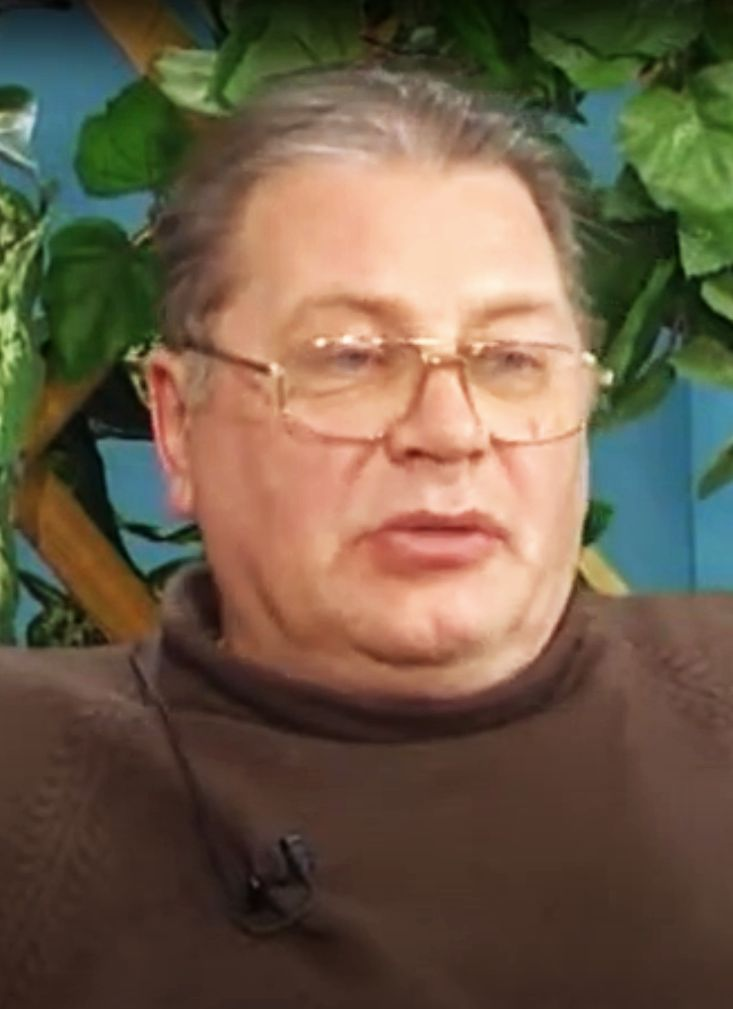
Walentin Smirnitski

Walentin Georgijewitsch Smirnitski (russisch Валентин Георгиевич Смирнитский; * 10. Juni 1944 in Moskau, Sowjetunion) ist ein sowjetisch-russischer Schauspieler. Im Jahr 2005 erhielt er den Ehrentitel Volkskünstler der Russischen Föderation.

## Leben
Walentin Smirnitskis Vater war Chefredakteur des zentralen Dokumentarfilmstudios, seine Mutter arbeitete im Bereich Filmverleih. Wegen eines Streits mit einem Bediensteten wurde Smirnitski von der weiterführenden Schule verwiesen. Er beendete sein Studium an der Abendschule und arbeitete als Postbote. Im Jahr 1965 schloss er die Schtschukin-Theaterhochschule ab. Derzeit (2023) spielt Smirnitski hauptsächlich in Fernsehserien.

## Filmografie (Auswahl)
- 1963: Zwischenlandung in Moskau
- 1968: Schild und Schwert
- 1978: D’Artagnan und die drei Musketiere
- 2007: Papas Töchter (Fernsehserie)
- 2016: Der Hunderteinjährige, der die Rechnung nicht bezahlte und verschwand